# Confraternita del SS. Sacramento e Rosario (Mottola)
La Confraternita del SS. Sacramento e della B.V. del Rosario è una confraternita cattolica di Mottola, composta da fedeli uniti nel culto del Santissimo Sacramento e nella devozione alla Vergine del Rosario. Ha sede nella Chiesa della Beata Vergine del Rosario.

## Storia

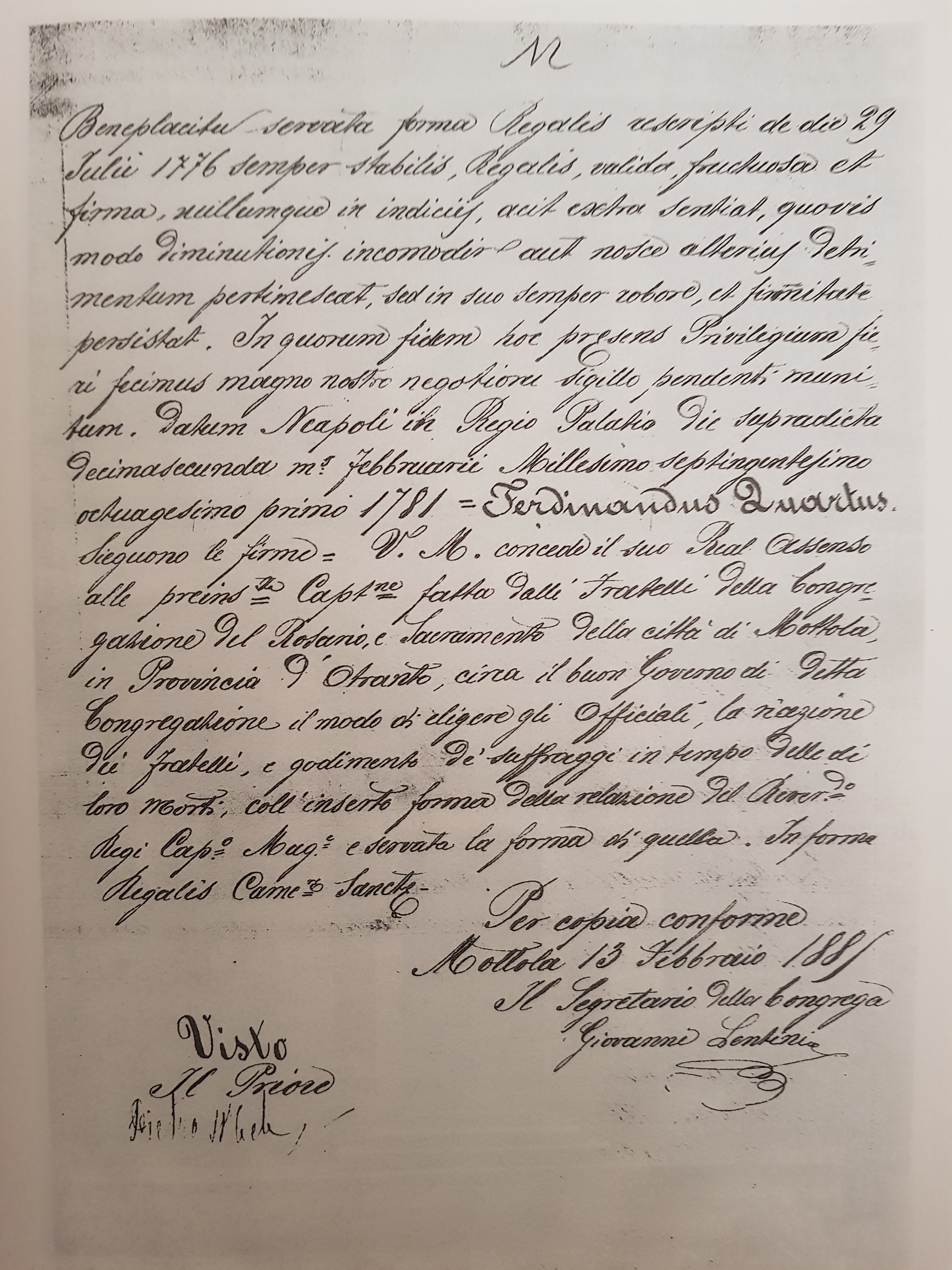
Regio Assenso alla Confraternita del SS. Sacramento e Rosario di Mottola, 12 Febbraio 1781.

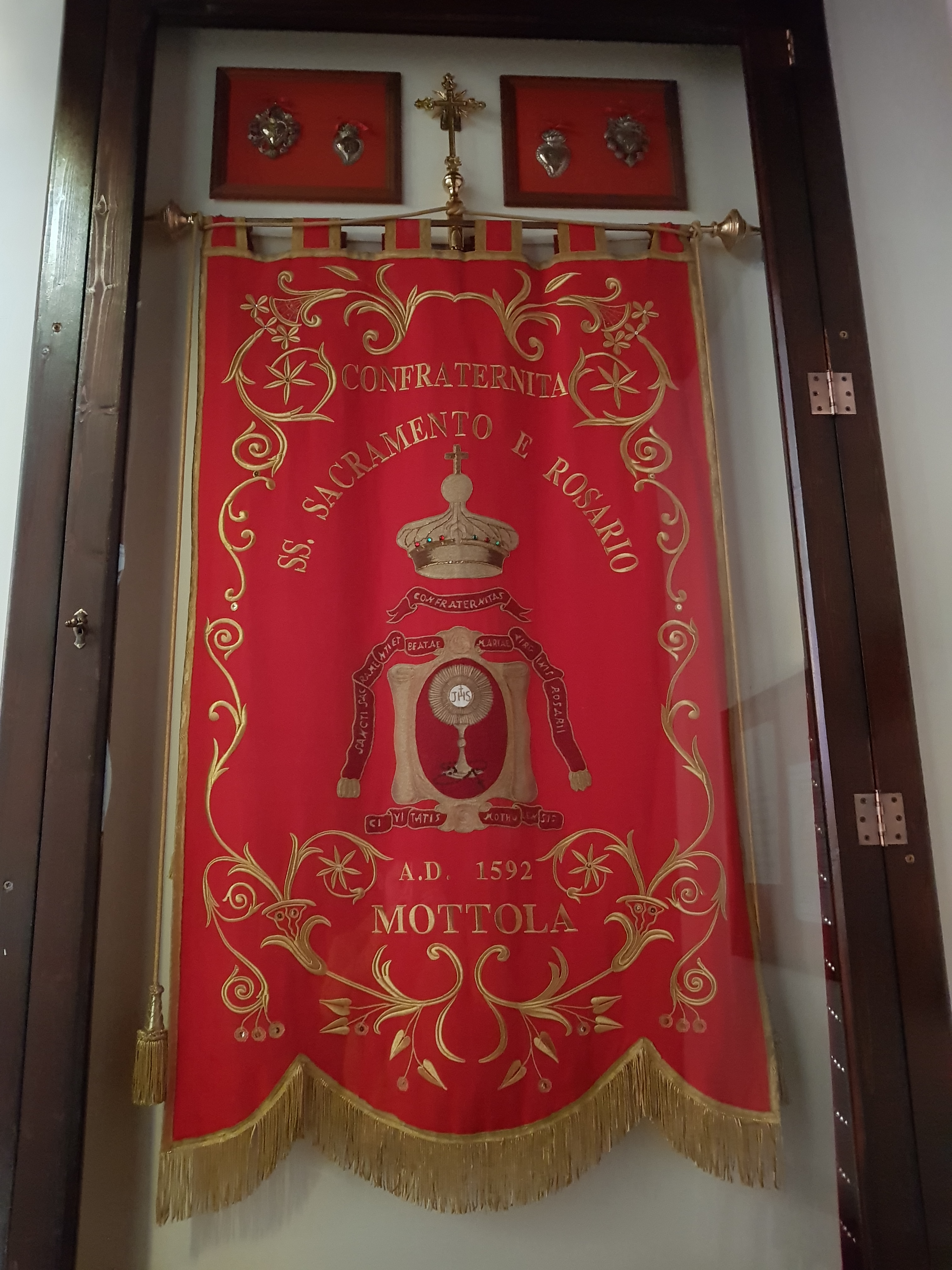
Gonfalone della Confraternita del SS. Sacramento e Rosario di Mottola.

La data certa della nascita della Confraternita non è nota, ma si può collocare la sua esistenza già nell’ultimo decennio del XVI secolo: esattamente nel 1592 il Vescovo Giacomo Micheli fa riferimento alla Confraternita del “Santiss(im)o Rosario”. Agli inizi del secolo successivo c’era ancora una sola confraternita, ma con due dedicazioni: “In Cathedr(ali) praefata est Confraternitatis SS.mi Sacramenti et Rosarii". È ipotizzabile che il titolo di SS.mo sia stato aggiunto in conformità alle direttive del Concilio di Trento. Nel 1723, Mons. Biagio Antonio Copeti, parla dell’esistenza di una sola confraternita, intitolata alla Vergine del Rosario, che si prendeva cura della Cappella del SS. Sacramento. Dal 1740 si parla di “SS. Sacramento e Rosario”, grazie al padre Gesuita Raffaele Manca che unificò i due Sodalizi. Il Gesuita nominò gli ufficiali: il primo Prefetto fu il Rev.do Sac. Francesco Portararo e come primo Priore il Dr. Filippo Errico. Negli anni successivi, gli ufficiali saranno eletti dall’Assemblea della Confraternita. È presente un documento datato 6 Aprile 1741 che testimonia delle indulgenze attribuite al SS. Sacramento e Rosario dai Sommi Pontefici da metà del 1500 in poi. Il 12 Febbraio 1781, Re Ferdinando IV di Borbone concede il “Regio Assenso” alla “Congregazione del Rosario e Sacramento” (cfr. “Regio Assenso”). Dal 19 Dicembre 1786 la Confraternita ebbe come sede la Cappella dedicata alla Vergine del Rosario (consacrata il 31 dicembre successivo). Negli anni a seguire, continuarono comunque le opere di manutenzione della Cappella. Nel 1854, il Priore Don Giuseppe Angelo Fanelli, chiese al Vescovo di Castellaneta, S. Em. Card. Bartolomeo D’Avanzo, la possibilità di custodire sull’Altare Maggiore il “Sacro cibborio”. L’Ordinario diocesano approvò la richiesta ed il Segretario della Sacra Congregazione dei Riti inviò la supplica a Papa Pio IX il 23 Novembre 1854. Dal 1897, la Confraternita svolge il Pio Esercizio della “Via Matris Dolorosae”. Agli inizi del XX secolo, si accese la rivalità con la Confraternita del Carmine, a causa sia di chi spettava stare avanti nelle processioni, sia per il patronato che per il pallio durante il Corpus Domini. Eclatante fu l’episodio accaduto il 14 Giugno 1906, quando dopo la Messa solenne officiata nella Chiesa Madre, al momento di prendere il pallio si verificarono episodi incresciosi a tal punto che fu richiesto l’intervento delle forze dell’ordine e la processione non si tenne. Sulla questione dovette intervenire sia la Curia che lo Stato. Il 14 Agosto 1906, Mons. Di Fava, Segretario della Congregazione dei Riti, diede comunicazione alla Confraternita che la richiesta fatta a Papa Pio X fu approvata. Il decreto ufficiale arriva il 23 Gennaio 1907, a firma del Prefetto della Congregazione dei Riti, S. Em. Card. Serafino Cretoni. Il documento fu mandato in copia dalla Curia di Castellaneta al Sodalizio il 2 Marzo 1907. Nel 1917, in prosecuzione dell’apparizione della Madonna ai tre pastorelli a Fátima, il Priore Nicola Montemurro decise che la festa doveva continuare ad essere svolta il 12 e 13 Ottobre. Il 15 Agosto 2004, con decreto del Vescovo di Castellaneta, Mons. Pietro Maria Fragnelli, insieme alla Confraternita di Sant'Antonio di Padova e dell'Immacolata, venne costituito il "Comitato interconfraternale per i Riti della Settimana Santa", che si occupa "di programmare i Riti della Settimana Santa e in particolare la processione del Venerdì Santo". Nel 2007, la Confraternita ha curato l'organizzazione dei festeggiamenti in onore del Centenario dalla proclamazione della Vergine del Rosario a Compatrona di Mottola.

## L'abito confraternale
L’abito confraternale è composto da:
- il camice: di colore bianco;
- il cordone: rosso accompagnato da un Rosario;
- la mozzetta: di color rosso;
Durante la Settimana Santa, i Confratelli indossano:
- il cappuccio: di colore bianco
- la “sp’nedd”: la corona di spine di melograno intrecciato.
Il Consiglio di amministrazione è dotato di fasce che segnano i vari gradi all’interno del Sodalizio. Queste fasce passano di Consiglio in Consiglio durante il rito del giuramento.

## Concorso nazionale delle marce inedite della Passione "Città di Mottola"
Dal 2003, la Confraternita organizza il Concorso nazionale delle marce inedite della Passione "Città di Mottola", alla quale partecipano compositori di tutta Italia. Alla finale che si tiene nella "Settimana di Passione" (tradizionalmente il giovedì nella Chiesa dell'Assunta), si presentano solo in cinque dopo una selezione affidata ad una giuria di qualità. Nel 2012, in occasione della X Edizione della rassegna, la Confraternita ha ricevuto la "Medaglia di Rappresentanza" da parte del Presidente della Repubblica Giorgio Napolitano. Dal 2019 è stato introdotto il Premio speciale "Pietro De Mitis" per la migliore banda da giro.

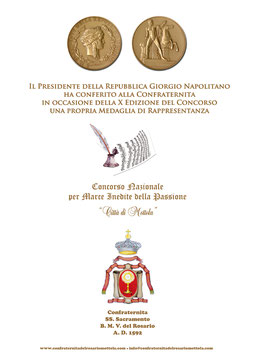
La "Medaglia di Rappresentanza", conferita nel 2012 dal Presidente della Repubblica Giorgio Napolitano.

### Albo d'oro - Trofeo"Città di Mottola"
| Anno | Marcia                          | Compositore                 | Città                       |
| ---- | ------------------------------- | --------------------------- | --------------------------- |
| 2003 | "L'Addolorata"                  | M° Salvatore Miraglia       | Acireale (CT)               |
| 2004 | "A mia zia"                     | M° Vincenzo Napoli          | S. Stefano di Camastra (ME) |
| 2005 | "Verso l'oblio"                 | M° Salvatore Miraglia       | Acireale (CT)               |
| 2006 | "In memoria"                    | M° Franco Cardaropoli       | Bracigliano (SA)            |
| 2007 | "Venerdì Santo"                 | M° Giuseppe Gregucci        | Monteiasi (TA)              |
| 2008 | "Virgo dolorosa"                | M° Dario Di Coste           | Francavilla Fontana (BR)    |
| 2009 | Non assegnato                   | Non assegnato               | Non assegnato               |
| 2010 | "Mater lacrimosa"               | M° Giuseppe Gregucci        | Monteiasi (TA)              |
| 2011 | "Pianto"                        | M° Salvatore Bonaffini      | Pietraperzia (EN)           |
| 2012 | Non assegnato                   | Non assegnato               | Non assegnato               |
| 2013 | "Ad Angela"                     | M° Sebastiano Rondinella    | S. Stefano di Camastra (ME) |
| 2014 |                                 |                             |                             |
| 2015 | "Parentibus"                    | M° Sebastiano Pappalardo    | Monterosso Almo (SR)        |
| 2016 | Il concorso non si è svolto     | Il concorso non si è svolto | Il concorso non si è svolto |
| 2017 | "Il Trombettista"               | M° Silvestro Sabatelli      | Locorotondo (BA)            |
| 2018 | "I.N.R.I."                      | M° Gennaro Sibilano         | Ruvo di Puglia (BA)         |
| 2019 | "Telelestai (Tutto è compiuto)" | M° Gennaro Sibilano         | Ruvo di Puglia (BA)         |
| 2020 | Il concorso non si è svolto     | Il concorso non si è svolto | Il concorso non si è svolto |
| 2021 | Il concorso non si è svolto     | Il concorso non si è svolto | Il concorso non si è svolto |
| 2022 | Il concorso non si è svolto     | Il concorso non si è svolto | Il concorso non si è svolto |
| 2023 | "Lacrime di dolore"             | M° Walter Farina            | Venosa (PZ)                 |
| 2024 | Il concorso non si è svolto     | Il concorso non si è svolto | Il concorso non si è svolto |
| 2025 | Il concorso non si è svolto     | Il concorso non si è svolto | Il concorso non si è svolto |

### Premio speciale"Pietro De Mitis"per la miglior banda da giro
| Anno | Banda                                                       |
| ---- | ----------------------------------------------------------- |
| 2019 | Gran Concerto Bandistico "G. Piantoni", Città di Conversano |
| 2020 | Non assegnato                                               |
| 2021 | Non assegnato                                               |
| 2022 | Non assegnato                                               |
| 2023 |                                                             |
| 2024 | Non assegnato                                               |
| 2025 | Non assegnato                                               |

## Via Matris
Il Pio Esercizio della “Via Matris Dolorosae” viene praticato nella Chiesa del Rosario dal primo Sabato di Quaresima al sabato vigilia delle Palme. Si è compiuto la prima volta nel 1897: fu Don Luigi Semeraro a chiedere l'autorizzazione per poter svolgere questo Rito ed ottenne parere favorevole dal Vescovo di Castellaneta Mons. Giocondo De Nittis. È officiato dal Padre Spirituale della Confraternita con la partecipazione dei Confratelli in abito di rito. È uno dei pochi luoghi in Italia dove viene svolto questo rito, segno della grande devozione mariana dei mottolesi. Le attuali melodie della Via Matris sono state realizzate dal compianto Maestro mottolese Franco Leuzzi (compositore della marcia funebre simbolo di Mottola “Tomba che chiudi in seno”).

## I Riti della Settimana Santa
Momento di grande risalto e devozione lo si trova durante la Settimana Santa.

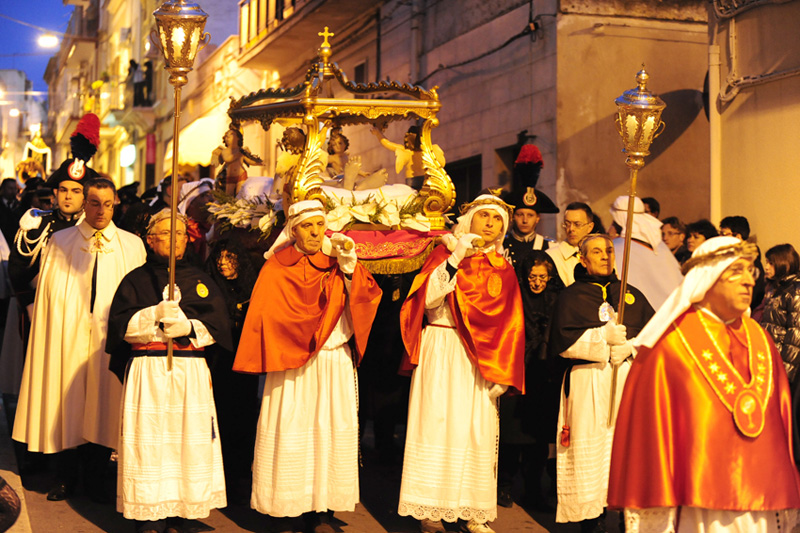
Confratelli del Rosario portano la Bara di Gesù Morto.

Primo appuntamento è la Domenica delle Palme: i Confratelli indossano il cappuccio bianco e la corona di spine. Successivamente si recano in processione presso la Chiesetta dell’Annunziata, dove viene impartita la Solenne Benedizione. Qui si radunano anche fedeli provenienti dalle campagne. Dopodiché, i Confratelli, sempre in processione, raggiungono la Chiesa Madre, dove viene svolta la Celebrazione della Passione e Morte di Gesù Cristo. 
Il Giovedì Santo, la Confraternita svolge un ruolo di primaria importanza: viene allestito l’Altare della Reposizione (in memoria dell’istituzione dell’Eucaristia) e fatto di altri simboli dell’Ultima Cena. La Santa Messa in “Coena Domini” si celebra alle 18:30 in Chiesa Madre e vengono lavati i piedi a dodici Confratelli in memoria del “mandatum” di Gesù. Dopo la Messa c’è la spoliazione degli altari e la reposizione del Santissimo Sacramento nella Cappella del Sacramento dell’Assunta e successivamente in processione viene posto nell’Altare Maggiore della Chiesa del Rosario. Gesù Sacramentato diventa oggetto di adorazione ed i Confratelli si alternano ogni ora. Con loro ci sono anche le “Paranze” della Confraternita del Carmine. L’adorazione prosegue fino a notte inoltrata, mentre dalla ex Cattedrale ha inizio il cammino della Desolata in cerca del figlio. A questo mesto pellegrinaggio partecipano le Confraternite del Rosario, di Sant’Antonio e dell’Immacolata e la Desolata sosta nelle Chiese del percorso per qualche minuto.
La mattina del Venerdì Santo continua l’adorazione del Santissimo Sacramento fino a Mezzogiorno, quando dagli altari è tolta la Sacra Specie. Alle 17 si svolge in Chiesa Madre l’azione liturgica della Passione e Morte di Gesù Cristo, uno dei momenti più intensi e commoventi della Settimana Santa. Dopo la funzione, si snoda la Processione dei Sacri Misteri, a cui partecipano le Confraternite del Rosario, di Sant’Antonio e dell’Immacolata. Procede con passo lento e penitente e rientra oltre la Mezzanotte. Fino a pochi anni fa, dopo il rientro, veniva svolto l’Ufficio delle Tenebre. Le statue sfilano per le vie di Mottola e sono portate a spalla dai Confratelli. I Misteri sono stati realizzati dai Maestri cartapestai della scuola di Locarno, e dai Maestri leccesi Antonio Maccagnani (che ha realizzato il Gesù Risorto) e Antonio Malecore (che curò anche il restauro di alcuni gruppi statuari). I simulacri di committenza confraternale sono: “Gesù nell’orto degli ulivi”, “Bacio di Giuda”, “Gesù alla colonna”, “Ecce Homo”, "Gesù con la croce”, “Crocifissione”, ”Gesù in croce e la Madonna”, ”Deposizione dalla croce”, ”Gesù morto” e “Addolorata”.  Le ultime due sono le statue più antiche e sono di autore ignoto. La bara lignea di “Gesù Morto” è stata realizzata da Benito Tateo a Gioia del Colle nel 1998 in stile Barocco, i quattro angeli sono settecenteschi di scuola napoletana.
Il Sabato Santo i Confratelli partecipano alla Veglia Pasquale nella ex Cattedrale.

## La festa in onore della Vergine del Rosario, Compatrona di Mottola

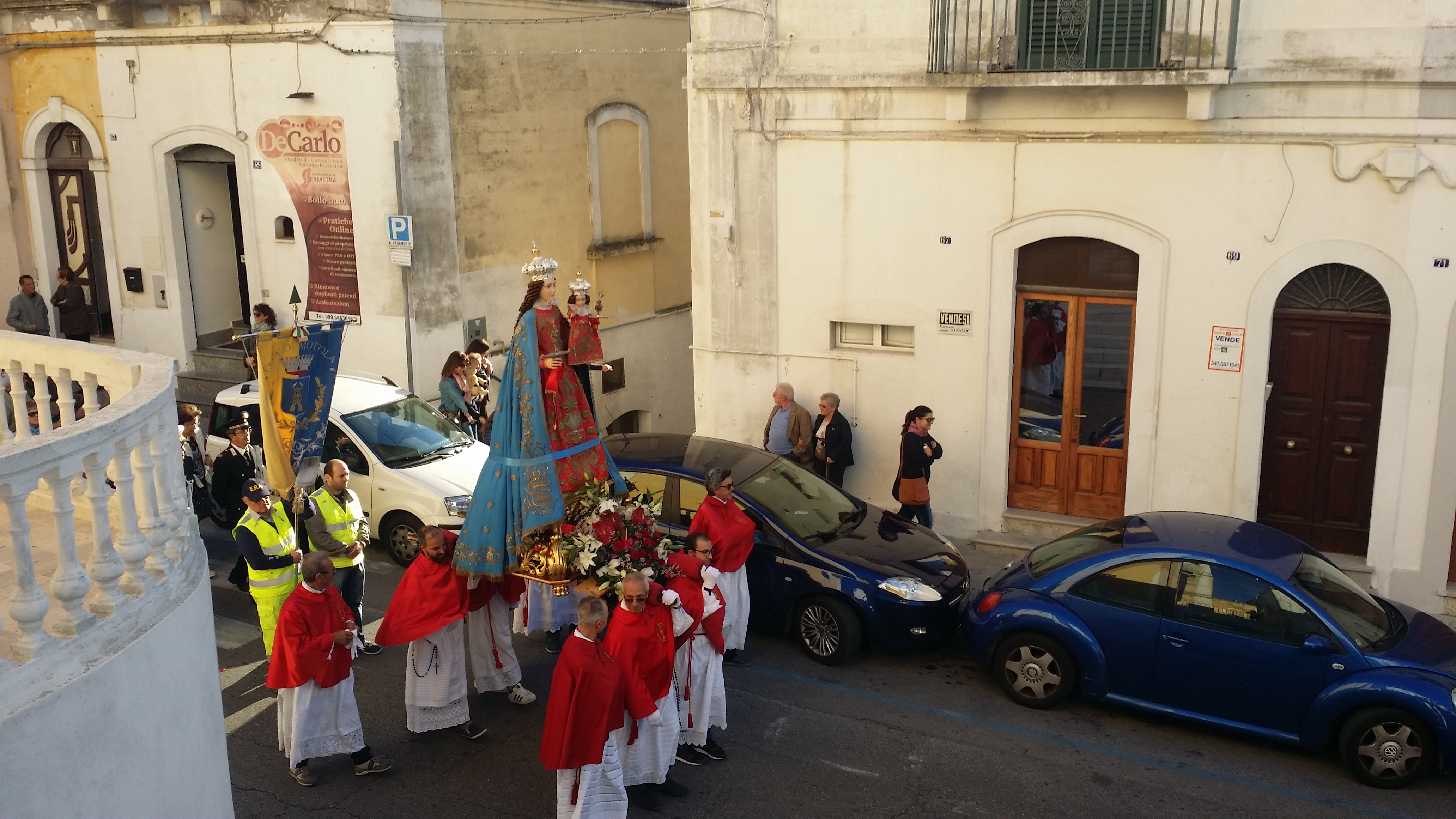
Madonna del Rosario portata a spalla durante la festa dai Confratelli.

I festeggiamenti in onore della Vergine del Rosario sono la più importante attività a cui il Sodalizio si dedica durante l’anno. A Mottola, la festa della Protettrice secondaria si svolge dal 1761. Ottobre è il mese consacrato alla Madonna del Rosario. Ad inizio mese, il simulacro è trasferito nella Chiesa Madre e collocato su di un trono al lato destro del presbiterio, qui ci rimane per tutto il mese. Il 7 Ottobre, nella Cappella del Rosario viene celebrata la Supplica alla Vergine del Rosario. La festa è preceduta da un Triduo. La processione esce nel pomeriggio del 13 e percorre le vie del paese. Davanti alla Chiesa del Rosario avviene la simbolica consegna delle chiavi della città da parte del Sindaco di Mottola. Dopo la processione è celebrata una Solenne Celebrazione Eucaristica. Le serate di festa sono allietate dalle bande e dalle luminarie artistiche.